# Сан-Антоніо (провінція)
Провінція Сан-Антоніо (ісп. Provincia de San Antonio) — провінція у Чилі у складі області Вальпараїсо. Адміністративний центр — Сан-Антоніо. Складається з 6 комун.
Територія — 1511,6 км². Населення — 136 594 осіб. Щільність населення — 90,36 осіб/км².

## Географія
Провінція розташована на півдні області Вальпараїсо.
Провінція межує:
- На півночі — провінція Вальпараїсо
- На сході — провінція Меліпілья
- На півдні — провінція Качапоаль
- На заході — Тихий океан

## Адміністративний поділ
Провінція включає в себе 6 комун:

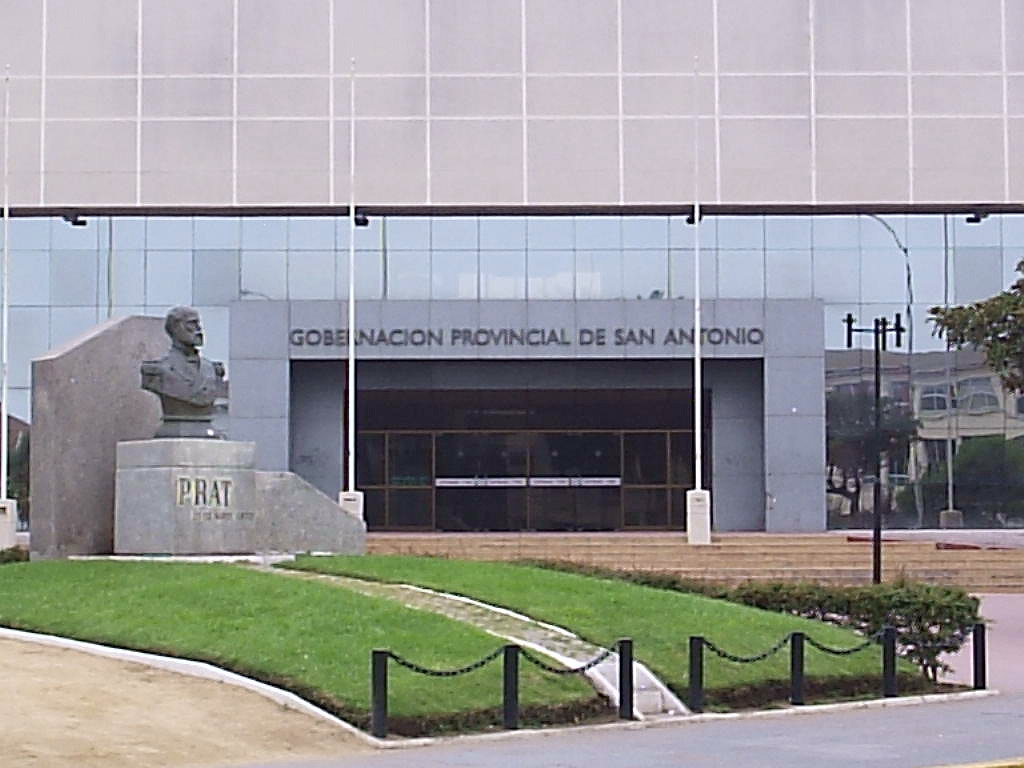
Урядова будівля провінції Сан-Антоніо

- Сан-Антоніо. Адміністративний центр — Сан-Антоніо.
- Альгарробо. Адміністративний центр — Альгарробо.
- Ель-Кіско. Адміністративний центр — Ель-Кіско.
- Ель-Табо. Адміністративний центр — Ель-Табо.
- Картахена. Адміністративний центр — Картахена.
- Санто-Домінго. Адміністративний центр — Санто-Домінго.

## Найбільші населені пункти
| №  | Населений пункт | Категорія | Населення осіб (2002) | Чоловіче населення осіб | Жіноче населення осіб | Територія км² |
| -- | --------------- | --------- | --------------------- | ----------------------- | --------------------- | ------------- |
| 1  | Сан-Антоніо     | місто     | 83435                 | 40884                   | 42551                 | 21,02         |
| 2  | Картахена       | місто     | 15302                 | 7568                    | 7734                  | 14,05         |
| 3  | Ель-Кіско       | місто     | 8931                  | 4520                    | 4411                  | 16,02         |
| 4  | Альгарробо      | місто     | 5827                  | 2967                    | 2860                  | 11,38         |
| 5  | Санто-Домінго   | місто     | 4583                  | 2251                    | 2332                  | 13,83         |
| 6  | Ель-Табо        | місто     | 3823                  | 1925                    | 1898                  | 12,44         |
| 7  | Лас-Крусес      | місто     | 2781                  | 1388                    | 1393                  | 8,01          |
| 8  | Мірасоль        | селище    | 668                   | 332                     | 336                   | 2,51          |
| 9  | Кункумен        | село      | 509                   | 253                     | 256                   |               |
| 10 | Лейден          | село      | 477                   | 245                     | 232                   |               |
| 11 | Ло-Абарка       | село      | 467                   | 230                     | 237                   |               |